# Margareta von Österreich-Toskana

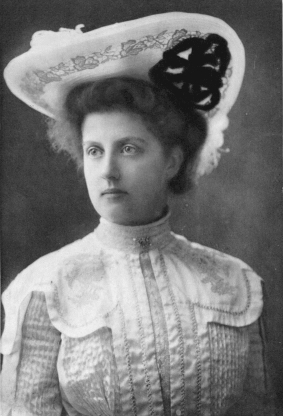
Erzherzogin Margareta von Österreich-Toskana

Erzherzogin Margareta von Österreich-Toskana (* 13. Oktober 1881 in Salzburg; † 30. April 1965 in Schwertberg) war das siebte Kind und die dritte Tochter des Großherzogs Ferdinand IV. von Toskana aus seiner zweiten Ehe mit Alicia von Bourbon-Parma sowie Ururenkelin von Kaiser Leopold II. aus dem Haus Habsburg-Lothringen.
Margareta wuchs mit zahlreichen Geschwistern in Salzburg auf. Ihr Vater starb Anfang 1908 und ließ ihre Mutter Alicia als Witwe zurück, mit der Margareta nach dem Ende des Ersten Weltkriegs und damit der österreichisch-ungarischen Monarchie 1918 nach Schwertberg in Oberösterreich übersiedelte. Um sich weiter in Österreich aufhalten zu dürfen, gab sie 1919 eine Verzichtserklärung auf ihre Rechte als Erzherzogin ab. Sie blieb unverheiratet und starb 1965 im Alter von 84 Jahren in Schwertberg, wo sie auf dem dortigen Friedhof beigesetzt wurde.